# Đồng vị của heli
Mặc dù có 9 dạng đồng vị của heli (2He) (khối lượng nguyên tử chuẩn: 4002602(2)), chỉ có heli-3 (3
He
) và heli-4 (4
He
) là ổn định. Tất cả các đồng vị phóng xạ đều có thời gian tồn tại rất ngắn, đồng vị sống lâu nhất 6
He
 có chu kỳ bán rã 8067 mili giây. Đồng vị có độ ổn định thấp nhất là 5
He
, với chu kỳ bán rã 76×10−22 giây, mặc dù có thể 2
He
 còn có chu kỳ bán rã ngắn hơn.
Trong khí quyển Trái Đất, có một nguyên tử 3
He
 trong hàng triệu nguyên tử 4
He
. Tuy nhiên, heli là không bình thường ở chỗ mức độ phổ biến đồng vị của nó khác nhau rất nhiều tùy thuộc vào nguồn gốc của đồng vị. Trong môi trường liên sao, tỷ lệ của 3
He
 cao hơn hàng trăm lần. Các tảng đá từ lớp vỏ Trái Đất có tỷ lệ đồng vị khác nhau đến 10 lần; điều này được sử dụng trong địa chất học để điều tra nguồn gốc của đá và thành phần của lớp vỏ Trái Đất. Các quá trình hình thành khác nhau của hai đồng vị bền của heli tạo ra sự khác biệt trong độ phổ biến của các đồng vị khác nhau.
Hỗn hợp tương đương của 3
He
 và 4
He
 ở nhiệt độ dưới 08 K sẽ tách thành hai lớp một cách bất khả kháng do sự không tương đồng của chúng (chúng có các số liệu thống kê lượng tử khác nhau: các nguyên tử 4
He
 là boson trong khi các nguyên tử 3
He
 là fermion). Thiết bị làm lạnh pha loãng tận dụng sự không thấm thấu của hai đồng vị này để đạt được nhiệt độ một vài milikelvin.

## Danh sách các đồng vị
| Ký hiệu nguyên tử | Z(p) | N(n) | khối lượng đồng vị (u) | chu kỳ bán rã               | chế độ bán rã        | đồng vị liên quan | spin hạt nhân | thành phần đồng vị đại diện (mole fraction) | khoảng biến thiên tự nhiên (mole fraction) |
| ----------------- | ---- | ---- | ---------------------- | --------------------------- | -------------------- | ----------------- | ------------- | ------------------------------------------- | ------------------------------------------ |
| 2 He              | 2    | 0    | 2.015894(2)            | ≪ 10−9 s                    | p (>99.99%)          | 2 1 H             | 0+(#)         |                                             |                                            |
| 2 He              | 2    | 0    | 2.015894(2)            | ≪ 10−9 s                    | β+ (<0.01%)          | 2 H               | 0+(#)         |                                             |                                            |
| 3 He              | 2    | 1    | 3.0160293191(26)       | Ổn định                     | Ổn định              | Ổn định           | 1/2+          | 1.34(3)×10−6                                | 4.6×10−10−4.1×10−5                         |
| 4 He              | 2    | 2    | 4.00260325415(6)       | Ổn định                     | Ổn định              | Ổn định           | 0+            | 0.99999866(3)                               | 0.999959-1                                 |
| 5 He              | 2    | 3    | 5.01222(5)             | 700(30)×10−24 s             | n                    | 4 He              | 3/2−          |                                             |                                            |
| 6 He              | 2    | 4    | 6.0188891(8)           | 806.7(15) ms                | β− (99.99%)          | 6 Li              | 0+            |                                             |                                            |
| 6 He              | 2    | 4    | 6.0188891(8)           | 806.7(15) ms                | β−, α (2.8×10−4%)    | 4 He , 2 H        | 0+            |                                             |                                            |
| 7 He              | 2    | 5    | 7.028021(18)           | 2.9(5)×10−21 s[159(28) keV] | n                    | 6 He              | (3/2)−        |                                             |                                            |
| 8 He              | 2    | 6    | 8.033922(7)            | 119.0(15) ms                | β− (83.1%)           | 8 Li              | 0+            |                                             |                                            |
| 8 He              | 2    | 6    | 8.033922(7)            | 119.0(15) ms                | β−,n (16.0%)         | 7 Li              | 0+            |                                             |                                            |
| 8 He              | 2    | 6    | 8.033922(7)            | 119.0(15) ms                | β−, phân hạch (0.9%) | 5 He , 3 H        | 0+            |                                             |                                            |
| 9 He              | 2    | 7    | 9.04395(3)             | 7(4)×10−21 s                | n                    | 8 He              | 1/2−(#)       |                                             |                                            |
| 10 He             | 2    | 8    | 10.05240(8)            | 2.7(18)×10−21 s             | 2n                   | 8 He              | 0+            |                                             |                                            |

1. ↑  Bold for stable isotopes
2. ↑  Intermediate in the proton-proton chain reaction
3. 1 2  Produced during Big bang nucleosynthesis
4. ↑  This and 1H are the only stable nuclides with more protons than neutrons
5. ↑  Has 2 halo neutrons
6. ↑  Has 4 halo neutrons

## Sách tham khảo
- Khối lượng đồng vị được trích dẫn từ:
  - G. Audi; A. H. Wapstra; C. Thibault; J. Blachot; O. Bersillon (2003). "The NUBASE evaluation of nuclear and decay properties" (PDF). Nuclear Physics A. Quyển 729. tr. 3–128. Bibcode:2003NuPhA.729....3A. doi:10.1016/j.nuclphysa.2003.11.001. Bản gốc (PDF) lưu trữ ngày 23 tháng 9 năm 2008. Truy cập ngày 3 tháng 9 năm 2017. {{Chú thích tạp chí}}: Đã định rõ hơn một tham số trong |archivedate= và |archive-date= (trợ giúp); Đã định rõ hơn một tham số trong |archiveurl= và |archive-url= (trợ giúp)
- Các thành phần đồng vị và khối lượng nguyên tử chuẩn được trích dẫn từ:
  - J. R. de Laeter; J. K. Böhlke; P. De Bièvre; H. Hidaka; H. S. Peiser; K. J. R. Rosman; P. D. P. Taylor (2003). "Atomic weights of the elements. Review 2000 (IUPAC Technical Report)". Pure and Applied Chemistry. Quyển 75 số 6. tr. 683–800. doi:10.1351/pac200375060683.
  - M. E. Wieser (2006). "Atomic weights of the elements 2005 (IUPAC Technical Report)". Pure and Applied Chemistry. Quyển 78 số 11. tr. 2051–2066. doi:10.1351/pac200678112051. {{Chú thích tạp chí}}: Đã bỏ qua tham số không rõ |lay-url= (trợ giúp)
- Các dữ liệu về chu kỳ bán rã, spin, và đồng vị được lấy từ các nguồn sau đây.
  - G. Audi; A. H. Wapstra; C. Thibault; J. Blachot; O. Bersillon (2003). "The NUBASE evaluation of nuclear and decay properties" (PDF). Nuclear Physics A. Quyển 729. tr. 3–128. Bibcode:2003NuPhA.729....3A. doi:10.1016/j.nuclphysa.2003.11.001. Bản gốc (PDF) lưu trữ ngày 23 tháng 9 năm 2008. Truy cập ngày 3 tháng 9 năm 2017. {{Chú thích tạp chí}}: Đã định rõ hơn một tham số trong |archivedate= và |archive-date= (trợ giúp); Đã định rõ hơn một tham số trong |archiveurl= và |archive-url= (trợ giúp)
  - National Nuclear Data Center. "NuDat 2.1 database". Brookhaven National Laboratory. Truy cập ngày 23 tháng 2 năm 2017.
  - N. E. Holden (2004). "Table of the Isotopes". Trong D. R. Lide (biên tập). CRC Handbook of Chemistry and Physics (ấn bản thứ 85). CRC Press. Section 11. ISBN 978-0-8493-0485-9.